# 第3海軍管区 (ブラジル軍)
第3海軍管区（だい3かいぐんかんく、3º Distrito Naval）は、ブラジル海軍の管区の一つ。ナタールに本部を置く。

## 概要
1942年にペルナンブーコで開設。1975年10月2日に、海軍令76374号の発効によりナタールに本部を移転。ナタール海兵隊群を管轄下に置く。
担当区域はレシフェとナタールを含むペルナンブーコ州 - リオグランデ・ド・ノルテ州からパラー州東端までの沿岸部から排他的経済水域の200海里までとなる。この区域内にはセントピーター・セントポール群島やフェルナンド・デ・ノローニャが含まれる。

## 組織
- ナタール海軍銃兵群　（Grupamento de Fuzileiros Navais de Natal）
- 北東部海軍群　（Grupamento Naval do Nordeste）
- ナタール海軍基地　（Base Naval de Natal）

## 任務
- 陸上勤務者による海空作戦の支援。
- 他部隊隊員に対する管轄区域内における支援。
- 河川における交通管制。
- 河川湖沼における船舶の安全確保。
- 沿岸警備と水難救助。
- 大陸棚や内海における水産資源の調査や保全。
- 海軍軍人の家族に対する支援。
- 海軍とブラジル国民との間における海事にかかわる窓口業務。